# Flashback (psykologi)
För andra betydelser, se Flashback.
Flashback är ett psykologiskt fenomen av återupplevande, som innebär att en person återupplever något som tidigare skett, ofta i form av snabba ögonblicksbilder. Ordet kommer från engelskans flash för "blixt" eller "glimt".
Detta kan uppkomma efter traumatiska upplevelser, till exempel i barndomen, efter droger och vid temporallobsepilepsi.
Vid anfall av temporallobsepilepsi har personen ofta också déjà vu, jamais vu, hallucinationer och ångest.